# The Geographical Journal
The Geographical Journal — ежеквартальный рецензируемый академический журнал Королевского географического общества (совместно с Институтом британских географов). Публикует статьи, охватывающие исследования по всем аспектам географии. Также публикует более короткие комментарии и обзорные эссе. С 2001 года The Geographical Journal издается в сотрудничестве с Wiley-Blackwell. Журнал был основан в 1831 году как Журнал Лондонского королевского географического общества . До 2000 года The Geographical Journal публиковал новости общества наряду со статьями и продолжает публиковать материалы ежегодного общего собрания общества и обращение президента в сентябрьском номере.